# 1475
| [ Edytuj tabelę ]                          | |
| Król Polski                                | - 1447 Kazimierz IV Jagiellończyk 1492 |
| Książę Albanii                             | - 1446 Lekë Dukagjini 1481 |
| Współksiążęta Andory                       | - 1472 Pere de Cardona 1512 - 1472 Franciszek Febus 1479 |
| Król Anglii                                | - 1471 Edward IV 1483 |
| Król Aragonii i Walencji, hrabia Barcelony | - 1458 Jan II Aragoński 1479 |
| Władca Azteków                             | - 1468 Axayacatl 1481 |
| Elektor Brandenburgii                      | - 1471 Albrecht III Achilles 1486 |
| Książę Bawarii-Landshut                    | - 1450 Ludwik IX Bogaty 1479 |
| Książę Bawarii-Monachium                   | - 1460 Zygmunt 1501 - 1465 Albert IV Mądry 1503 |
| Książę Burgundii                           | - 1467 Karol Śmiały 1477 |
| Sułtan Brunei                              | - 1473 Bolkiah 1521 |
| Cesarz Chin                                | - 1464 Chenghua 1487 |
| Król Cypru                                 | - 1474 Katarzyna Cornaro 1489 |
| Król Czech                                 | - 1469 Maciej Korwin 1490 |
| Król Danii                                 | - 1448 Chrystian I 1481 |
| Dalajlama                                  | - 1475 Gendun Gjaco 1541 |
| Władca Egiptu                              | - 1468 Ka'itbaj 1496 |
| Cesarz Etiopii                             | - 1468 Beyde Marjam I 1478 |
| Król Francji                               | - 1461 Ludwik XI 1483 |
| Hrabia Holandii                            | - 1467 Karol Śmiały 1477 |
| Władca Inków                               | - 1471 Tupac Yupanqui 1493 |
| Cesarz Japonii                             | - 1464 Go-Tsuchimikado 1500 |
| Kalif                                      | - 1455 Al-Mustandżid 1479 |
| Król Kastylii i Leónu                      | - 1474 Izabela I Katolicka 1504 |
| Patriarcha Konstantynopola                 | - 1475 Rafał I 1476 |
| Władca Korei                               | - 1469 Sŏngjong 1494 |
| Wielki książę litewski                     | - 1440 Kazimierz IV Jagiellończyk 1492 |
| Cesarz Majapahitu                          | - 1474 Girindrawardhana 1498 |
| Sułtan Maroka                              | - 1472 Muhammad asz-Szajch al-Mahdi 1505 |
| Książę Mediolanu                           | - 1466 Galeazzo Maria 1476 |
| Senior Monako                              | - 1458 Lambert Grimaldi 1494 |
| Wielki książę moskiewski                   | - 1462 Iwan III Srogi 1505 |
| Król Nawarry                               | - 1441 Jan II Aragoński 1479 |
| Król Norwegii                              | - 1450 Chrystian I 1481 |
| Sułtan Omanu                               | - 1451 Umar ibn al-Chattab 1490 |
| Elektor Palatynatu                         | - 1449 Fryderyk I 1476 |
| Papież                                     | - 1471 Sykstus IV 1484 |
| Król Portugalii                            | - 1438 Alfons V 1481 |
| Cesarz Rzymski (niemiecki)                 | - 1440 Fryderyk III Habsburg 1493 |
| Kapitanowie Regenci San Marino             | - 1474 Serafino di Michele Marino d'Antonio Giannini 1475 - 1475 Simone di Antonio Belluzzi Simone di Cecco di Benetto 1475 - 1475 Antonio di Marino Simone di Marino di Giovanni 1476 |
| Elektor Saksonii                           | - 1464 Ernest Wettyn 1486 |
| Król Szkocji                               | - 1460 Jakub III 1488 |
| Król Szwecji                               | - 1471 Sten Sture Starszy 1497 |
| Król Tajlandii                             | - 1448 Borommatrailokkanat 1488 |
| Sułtan Turków                              | - 1451 Mehmed II Zdobywca 1481 |
| Doża Wenecji                               | - 1474 Pietro Mocenigo 1476 |
| Król Węgier                                | - 1458 Maciej Korwin 1490 |
| Cesarz Wietnamu                            | - 1460 Lê Thánh Tông 1497 |
| Wielki mistrz zakonu krzyżackiego          | - 1470 Henryk Reffle von Richtenberg 1477 |

Rok 1475 / MCDLXXV
stulecia: XIV wiek ~
XV wiek ~
XVI wiek

lata: 1465 «
1470 «
1471 «
1472 «
1473 «
1474 «
1475
» 1476
» 1477
» 1478
» 1479
» 1480
» 1485

## Wydarzenia w Polsce
- Pierwsza książka z drukiem w języku polskim, wydana przez Kaspera Elyana we Wrocławiu.
- W Krakowie, Rada Miejska wykupiła wójtostwo krakowskie, pozostające dotąd, jako dziedziczne w rękach prywatnych.

## Wydarzenia na świecie
- 10 stycznia – hospodar mołdawski Stefan III pokonał Turków w bitwie pod Vaslui.
- 13 listopada – zwycięstwo wojsk szwajcarskich nad wojskami księstwa Sabaudii w bitwie pod Sion.
- 14 listopada – Jadwiga Jagiellonka, córka Kazimierza IV Jagiellończyka, poślubiła w Landshut syna władcy Bawarii, Jerzego Bogatego.
- Papież Sykstus IV uznał uprawianie czarów i herezję za przestępstwa równej rangi.
- Papież Sykstus IV ustanowił w dniu 1 listopada obowiązkową dla wszystkich wiernych uroczystość i dołączył do niej oktawę obchodów.

## Urodzili się
- 6 marca – Michał Anioł, włoski artysta epoki renesansu (zm. 1564)
- 13 września – Cezar Borgia, syn kardynała Rodriga Borgii, książę Romanii, kardynał (bez święceń), kondotier (zm. 1507)
- 11 grudnia – Giovanni di Lorenzo de' Medici, w 1513 wybrany na papieża przyjął imię Leon X (zm. 1521)

## Zmarli
- 8 września – Alan z La Roche, dominikanin, błogosławiony katolicki (ur. ok. 1428)